# Вахау (Саксонія)
Вахау (нім. Wachau, в.-луж. Wachow) — громада в Німеччині, розташована в землі Саксонія. Входить до складу району Бауцен.
Площа — 38,07 км2. Населення становить 4271 ос. (станом на 31 грудня 2020).